# Miguel White
Miguel S. White (9. oktober 1909 - 30. august 1942) var en filippinsk sportsudøver som deltog i de olympiske lege 1936 i Berlin.
White vandt en olympisk bronzemedalje i atletik under Sommer-OL 1936 i Berlin. Han kom på tredje plass pladsen i finalen på 400 meter hæk med tiden 52,8 bag amerikanske Glenn Hardin 52,4 og John Loaring 52,7 fra Canada.

## OL-medaljer
- 1936  Tyskland Berlin -  Bronze i atletik, 400 meter hæk